# Luis Alberto González (ciclista)
Luis Alberto González Gallego (Palestina, Caldas, 27 de julio de 1965) es un exciclista profesional colombiano. Perteneció al equipo de Gaseosas Glacial, fue más conocido por el apodo de Pollo González, debido a la corta edad en la que empezó su carrera deportiva. Ganó varias etapas en Colombia y en Europa entre las que se encuentra el clásico RCN, donde tiene el récord de la contrarreloj (ciclismo).

## Palmarés
1984
- Clásica de El Carmen de Viboral

1987
- Vuelta al Valle del Cauca
- 1 etapa de la Vuelta a Colombia

1988
- Vuelta a Cundinamarca
- 1 etapa del Clásico RCN

1989
- Vuelta a Boyacá
- 1 etapa del Gran Premio Guillermo Tell
- 1 etapa de la Vuelta a Colombia

1990
- 2.º en la Vuelta a Cundinamarca

1991
- 3.º en la Vuelta a Antioquia

1992
- 2.º en la Vuelta a Boyacá
- Vuelta a Cundinamarca

1993
- Vuelta a Cundinamarca
- Clásico RCN

1994
- 1 etapa de la Vuelta a Colombia
- Campeonato de Colombia en Ruta
- Campeonato de Colombia Contrarreloj

1995
- 2.º en la clasificación general de la Vuelta a Cundinamarca
- 1 etapa de la Vuelta a Colombia
- Clásica de Girardot

1996
- Vuelta al Valle del Cauca
- 1 etapa de la Vuelta a Colombia

## Resultados engrandes vueltas
| Carrera         | 1988 | 1989 | 1990 | 1991 | 1992 | 1993 |
| Tour de Francia | -    | -    | -    | -    | -    | -    |
| Giro de Italia  | -    | -    | -    | -    | -    | -    |
| Vuelta a España | Ab.  | -    | Ab.  | -    | -    | Ab.  |

## Equipos
- Pony Malta (1987-1991)
- Gaseosas Glacial (1992-1994)
- Postobón (1995-1996)